# Westerberg (Naturschutzgebiet)
Das Naturschutzgebiet Westerberg liegt auf dem Gebiet der Gemeinde Nusplingen im Zollernalbkreis in Baden-Württemberg.
Das Gebiet erstreckt sich westlich des Dorfes. Die Landesstraße L 433 verläuft östlich und südlich.

## Bedeutung
Für Nusplingen ist seit 1987 ein 42,8 ha großes Gebiet unter der Schutzgebiets-Nummer 4.137 als Naturschutzgebiet ausgewiesen. Bei dem Gebiet handelt es sich um eine reich strukturierte Heckenlandschaft der Albhochfläche mit Steinriegel und extensiver landwirtschaftlicher Nutzung der Magerwiesen.